# L'Énorme Crocodile

L'Énorme Crocodile (titre original : The Enormous Crocodile) est un livre pour enfant écrit par Roald Dahl et paru en 1978 . Son style diffère des autres livres de l'auteur dans le sens où il s'agit d'un livre illustré, grâce à des dessins de Quentin Blake.

## Résumé
L'histoire se situe en Afrique où un énorme crocodile arpente la jungle en racontant à tous les animaux qu'il va manger des enfants. Les animaux lui disent que c'est une chose horrible et le menacent de mort mais il essaie néanmoins différents stratagèmes pour attraper un enfant. Cependant, à chacune de ses tentatives un animal de la jungle intervient pour sauver l'enfant. Le crocodile est finalement tué par l'éléphant qui le fait tourner en l'air et le lance contre le soleil.